# Tower of Power
Tower of Power is een Amerikaanse soul-, funk- en rhythm-and-bluesgroep. In 1968 werd deze band gevormd door Emilio Castillo en Stephen Kupka. Ze beleefden hun grootste successen in het begin van de jaren zeventig. Bekende nummers zijn What Is Hip?, Only So Much Oil in the Ground, Soul Vaccination en Soul With A Capital "S". De blazerssectie van Tower of Power verzorgde tevens veel studiowerk voor andere artiesten.
Rick Stevens, tot 1975 de leadzanger, overleed in september 2017 op 77-jarige leeftijd aan kanker.

## Bezetting
Dit overzicht is waarschijnlijk (nog) niet compleet.

### Huidige leden
- Emilio Castillo – saxofoon, zang
- Stephen "Doc" Kupka – baritonsaxofoon
- Jerry Cortez – gitaar
- Roger Smith – toetsen
- Marcus Scott – zang – sinds april 2016
- Tom E. Politzer - saxofoon
- Adolpho Acosta - trompet
- Sal Cracchiolo - trompet
- David Garibaldi - drums
- Marc van Wageningen - basgitaar

### Voormalige leden
- Ray Greene - zang
- Richard Elliott - tenorsaxofoon, zang
- Brandon Fields - tenor/altsaxofoon
- Larry Braggs - zang
- Lenny Williams - zang
- Lenny Pickett - saxofoon, fluit, piccolo
- Francis "Rocco" Prestia († 2020) - basgitaar
- Mic Gillette - trompet, trombone, flügelhorn
- Bruce Conte - gitaar, zang
- Chester Thompson - drums
- Brent Byars - conga's
- Greg Adams - trompet, zang
- Lee Thornburg - trompet, flügelhorn
- Nick Milo - toetsen
- Russ McKinnon - drums
- Carmen Grillo - gitaar
- Tom Bowes - zang
- David Mann - tenorsaxofoon
- Hubert Tubbs - zang
- Jeff Tamelier - gitaar
- Mike Bogart - trompet
- Rick Stevens († 2017) - zang
- Marc van Wageningen - basgitaar

## Discografie
- East Bay Grease (1971)
- Bump City (1972)
- Tower of Power (1973)
- Back to Oakland (1974)
- Urban Renewal (1975)
- In the Slot (1975)
- Live and in Living Color (1976, livealbum)
- Ain't Nothin' Stoppin' Us Now (1976)
- We Came to Play (1978)
- Back on the Streets (1979)

- Direct (1981)
- Power (1987)
- Monster on a Leash (1991)
- TOP (1993)
- Souled Out (1995)
- Rhythm and Business (1997)
- Soul Vaccination (Live) (1997)
- Dinosaur Tracks (1999, verzamelalbum met opnames uit de periode 1980-1983)
- Oakland Zone (2003)
- The Great American Soulbook (2009)

### Singles
| Single met eventuele hitnotering(en) in de Nederlandse Top 40 | Datum van verschijnen | Datum van binnenkomst | Hoogste positie | Aantal weken | Opmerkingen |
| ------------------------------------------------------------- | --------------------- | --------------------- | --------------- | ------------ | ----------- |
| Soul With A Capital "S"                                       | 1993                  | 24-04-1993            | 27              | 4            |             |